# Hoya exilis
Hoya exilis är en oleanderväxtart som beskrevs av Rudolf Schlechter. Hoya exilis ingår i släktet Hoya och familjen oleanderväxter. Inga underarter finns listade i Catalogue of Life.